# Нарова (племя)
Нарова —  древнее население Принаровья. Изначально населяло оба берега Нарвы, однако впоследствии было вытеснено водью с правобережья Нарвы и с тех пор расселялось исключительно на левобережье.
Первое упоминание о нарове встречается в тексте «Повести временных лет» в перечислении племён под властью киевских князей. Следующее достоверное упоминание наровы в русских летописях относится к 1069 году. Под названием Нарова понималось население Принаровья, которое относилось к чуди, но в то же время отчётливо отличалось от соседних Чудь-Ерева и Води. Его самоназвание и дало имя реке Нарове (сейчас река Нарва) и одноимённому городу.
Относительно происхождения наровы существуют несколько версий. Некоторые эстонские исследователи высказывали предположение, что нарова сложилась в результате метисации чудь-еревы и води. Есть также версия, что нарова сложилась на основа финнизации дофинского этнического субстрата (саамов).
Некоторые исследователи связывают часть Новгорода под названием Неревский конец с наровой, называвшейся в Древней Руси также неревой. Однако, есть также точки зрения, согласно которым название Неревского конца связано с племенем меря.
Численность племени уменьшалась на протяжении всего средневековья в силу многочисленных военных действий на его территории. Как самостоятельная этническая единица нарова окончательно прекратила своё существование в результате политики этнической унификации, проводившейся в Эстонии в 1930-е годы. Следы существования такой народности прослеживаются в этнографическом своеобразии уезда Восточная Вирумаа современной Эстонии.